# La Vie secrète des jeunes
La Vie secrète des jeunes est une série de bande dessinée française de Riad Sattouf publiée une fois par semaine entre 2004 et 2012 dans Charlie Hebdo. Dans cette sorte de « BD réalité », l'auteur dessine des scènes amusantes ou tragiques auxquelles il a assisté dans son quotidien de promeneur attentif.
Un premier volume de cent cinquante planches est paru en octobre 2007 chez L'Association. Il a reçu le Globe de Cristal de la meilleure bande dessinée en 2008.
Le second volume est publié en avril 2010. Une adaptation télévisuelle sur Canal+ débute en septembre 2010.

## Éditions
1. La Vie secrète des jeunes, L'Association, coll. « Ciboulette » (no 58), octobre 2007, Paris  (ISBN 978-2-84414-253-5)
2. La Vie secrète des jeunes, L'Association, coll. « Ciboulette » (no 69), avril 2010, Paris  (ISBN 978-284414-395-2)
3. La Vie secrète des jeunes, L'Association, coll. « Ciboulette » (no 81), septembre 2012, Paris  (ISBN 978-284414-461-4)

### Documentation
- Olivier Mimran, « La Vie secrète des jeunes, t. 2 : miroir, mon beau miroir... », dBD, no 42,‎ avril 2010, p. 76.